# بیوک ریگال

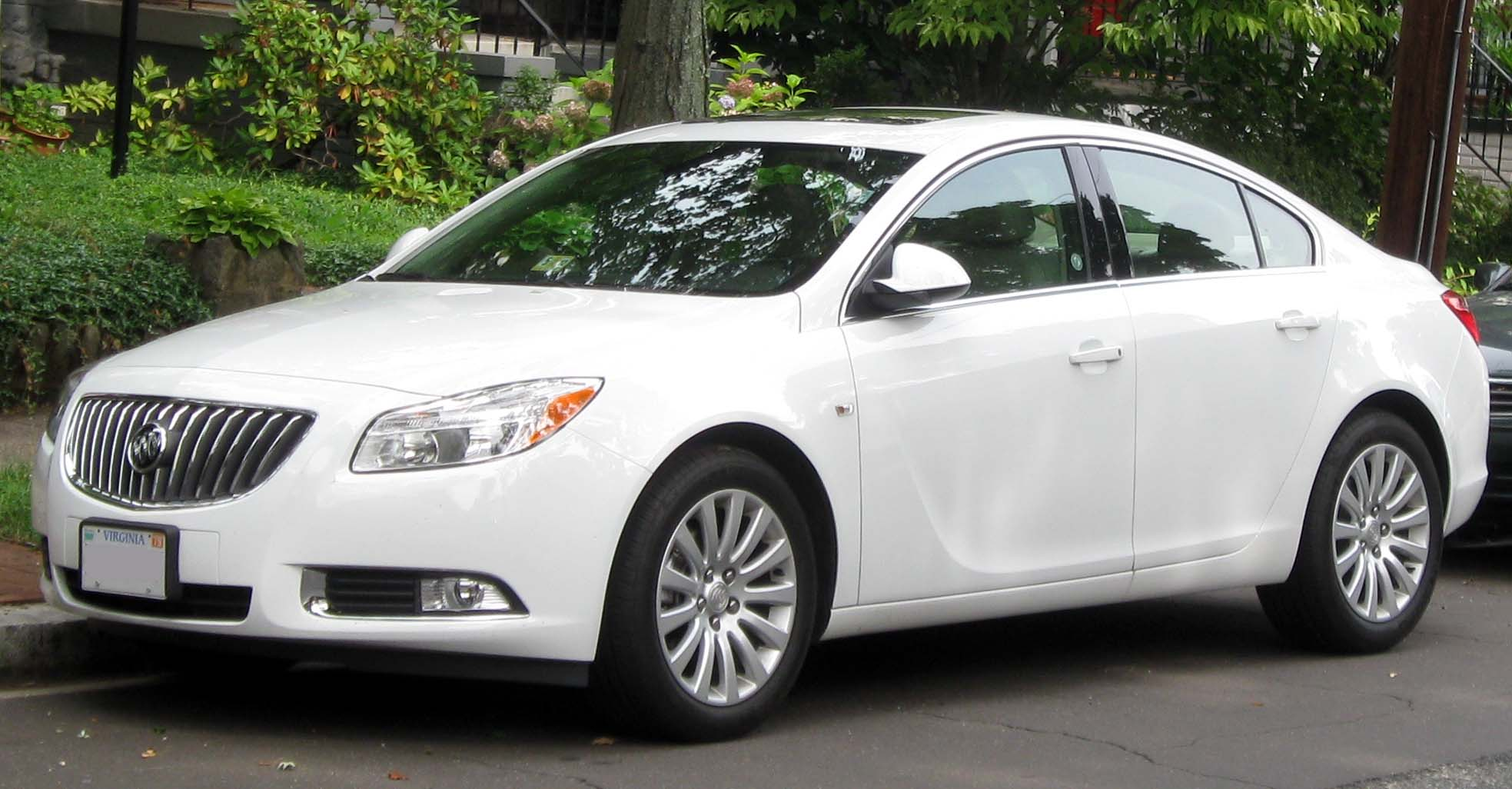

بیوک ریگال (به انگلیسی: Buick Regal) یکی از مدل‌های خودروی کمپانی امریکایی بیوک است.